# Yehudi Wyner
Yehudi Wyner (* 1. Juni 1929 in Calgary) ist ein US-amerikanischer Komponist, Pianist und Musikpädagoge.

## Leben
Der Sohn des russisch-jüdischen Komponisten Lazar Weiner wuchs in New York auf und schloss 1946 ein Studium an der Juilliard School of Music mit einem Diplom im Fach Klavier ab. Er studierte danach an der Yale University bei Richard Donovan und Paul Hindemith und an der Harvard University bei Walter Piston. Der Gewinn eines Rompreises ermöglichte ihm von 1953 bis 1956 ein Studium an der American Academy in Rome.
Nach seiner Rückkehr in die USA wirkte Wyner als Klaviersolist, Kammermusiker und Klavierbegleiter, dirigierte verschiedene Kammer- und Vokalensemble und war musikalischer Leiter der Turnau Opera und der New Haven Opera Society. Von 1963 bis 1977 unterrichtete er (u. a. Komposition) an der Yale University, von 1975 bis 1997 am Berkshire Music Center in Tanglewood. Daneben war er von 1978 bis 1989 Professor an der State University of New York und mehrere Jahre Dekan der Musikfakultät. Als Gastprofessor unterrichtete er 1986–1987 an der Cornell University und 1987–1988 an der Brandeis University, wo er anschließend bis 1991 die Walter-W.-Naumburg-Professur für Komposition innehatte und die Brandeis Contemporary Chamber Players leitete. Als Composer-in-Residence wirkte er 1991 an der American Academy in Rom und 1998 am Rockefeller Center in Bellagio. Zu seinen Schülern zählten u. a. Robert Beaser, Chester Biscardi, Martin Brody, Donald Wheelock, Yu-Hui Chang, Laurie San Martin, Tom Johnson, Lewis Spratlan, Craig Walsh und Michael H. Weinstein.
Wyner komponierte mehr als 60 Werke, darunter Stücke für Orchester, Kammermusik, Lieder und Werke für Soloinstrumente sowie liturgische Werke. 1998 erhielt er den Elise Stoeger Award der Lincoln Center Chamber Music Society für sein kammermusikalisches Werk. Für sein Klavierkonzert Chiavi in mano, ein Auftragswerk des Boston Symphony Orchestra, das 2005 mit Robert D. Levin uraufgeführt wurde, erhielt er 2006 den Pulitzer-Preis für Musik. Seit 1999 ist er Mitglied der American Academy of Arts and Letters. 2008 wurde er mit der Aufnahme in die American Academy of Arts and Sciences geehrt. Wyner ist seit 1967 mit der Sängerin Susan Davenny-Wyner verheiratet.

## Werke
- Partita für Klavier (1952)
- Piano Sonata (1954)
- Da Camera für Klavier und Orchester (1967)
- Prologue and narrative für Cello und Orchester (1994)
- Dvariations für Bläseroktett (1953; 1959)
- Concerto Duo für Violine und Klavier (1955–1957)
- Serenade für Flöte, Horn, Trompete, Posaune, Viola, Cello und Klavier (1958)
- 3 Informal Pieces für Violine und Klavier (1961; 1969)
- Friday Evening Service für Kantor und Chor (1963)
- The Old Glory, Schauspielmusik (1964)
- Torah Service für Chor und Instrumente (1966)
- The Mirror, Schauspielmusik (1972–1973)
- Cadenza für Klarinette und Cembalo (1969)
- De novo für Cello und Ensemble (1971)
- Memorial Music für Sopran und drei Flöten (1971–1973)
- Canto cantabile für Sopran und Band (1972)
- Intermedio, lyrisches Ballett für Sopran und Streicher (1974)
- Dances of Atonement für Violine und Klavier (1976)
- Intermedio, lyrisches Ballett für Sopran und Streichorchester (1976)
- Fragments from Antiquity für Sopran und Orchester (1978–1981)
- The Grass is High für Stimme und Klavier for (1979)
- All the Rage für Flöte und Klavier (1980)
- Romances für Klavierquartett (1980)
- Tanz and Maissele für Klarinette, Violine, Cello und Klavier (1981)
- On This Most Voluptuous Night für Sopran und Kammerensemble (1982)
- Passage I für Ensemble (1983)
- Wind Quintet (1984)
- String Quartet (1985)
- Composition für Viola und Klavier (1987)
- Toward the Center für Klavier (1988)
- Sweet Consort für Flöte und Klavier (1988)
- To Be a Dragon für Frauenchor (1989)
- Trapunto Junction für Trompete, Horn, Posaune und Perkussion (1991)
- Amadeus’ billiard für Violine, Cello, Kontrabass, Fagott und zwei Hörner (nach Mozarts Divertimento No. 7, K. 205) (1991)
- Prologue and Narrative for Cello and Orchestra (1994)
- Lyric Harmony für Orchester (1995)
- Epilogue für Orchester (1996)
- Praise Ye the Lord, Psalm für Sopran und Ensemble (1996)
- Horntrio (1997)
- Quartet für Oboe und Streichtrio (1999)
- Madrigal for String Quartet (1999)
- The Second Madrigal: Voices of Women (1999)
- Tuscan Triptych: Echoes of Hannibal für Streichorchester (2002)
- Commedia für Klarinette und Klavier (2003)
- Chiavi in mano, Klavierkonzert (2005)